# Bety
Bety（ベティ）は、日本の6人組アイドルグループ。シャイニングウィル所属。
2021年12月に、元全力少女Rの百川晴香の新ユニットとして活動を開始。2023年9月から6人体制、2025年5月末からは3人体制で活動中。
秋葉原、五反田などの定期公演ほかでライブパーフォーマンスをするアイドルグループ。
グループ名は「Beautiful Earth Try with You」の頭文字4つから作られた。

## 略歴
- 2021年12月7日、全メンバーが公開され、百川晴香をリーダーとする7名体制で始動。
- 2022年6月、2名（森崎りな、椿うらら）が卒業。
- 2023年5月12日、4名（松居李々花、清水美来、山本美羽、関口南那）が卒業。同月26日、新メンバー4名（志麻ほの花、うり、花咲心菜、西永彩奈）が加入し、5人体制へ。[1][2][3]
- 2023年9月、期間限定メンバーの西永彩奈が卒業。新メンバー2名（宮内桃子、結貴漓南）が加入し、6名体制へ。
- 2023年11月3日、新メンバー1名（西野ひかり）が加入し、7人体制へ。
- 2024年9月10日、西野ひかりが卒業[4]。
- 2024年11月28日、志麻ほの花が脱退し、5人体制へ[5]。
- 2025年5月6日、百川・宮内が第一線を退き、運営側に回る[6]。

## メンバー
フォーメーションにおいて「センター」は固定されない。

### 現メンバー
- 緑色 - うり
- ピンク色 - 花咲心菜（はなさき ここな）
- 青色 - 結貴漓南（ゆうき りな）

### 旧メンバー
- 森崎りな、椿うらら（結成 - 2022年6月）
- 松居李々花、清水美来、山本美羽、関口南那（結成 - 2023年5月12日）
- 西永彩奈（紫色、2023年5月26日 - 9月）
- 志麻ほの花（黄色、2023年5月26日 - 2024年11月28日）
- 西野ひかり（オレンジ色、2023年11月3日 - 2024年9月10日）
- 百川晴香（ももかわ はるか）（赤色、初代リーダー　結成 - 2025年5月6日　6月より事務所社長に就任）
- 宮内桃子（みやうち ももこ）（白色、2023年9月 - 2025年5月6日　6月より事務所副社長に就任）

## 作品
- べ（2022年11月4日、シャイニングウィル）[7]

### 楽曲
- クロップ
- ヤケド未満
- バカでもわかる恋愛論
- 人生革命
- スタートは突然に
- Kiralila
- トコトン夏
- 命を叫んでたい
- Crescendo！
- innocence

## 主なライブ

### 2023年
- 新生Betyお披露目公演 ～スタートは突然に～（2023年5月26日）[8]
- Bety1stワンマン西永彩奈卒業公演〜いつでも帰ってきてね〜（2023年9月18日）[9]
- Bety単独公演 〜新体制初披露公演〜（2023年9月21日）
- 百晴祭2023（2023年11月3日）

## 出演

### ラジオ
- Betyの『べ』しゃり場！！（2023年9月7日 - 2025年5月29日、FM FUJI GIRLS♥GIRLS♥GIRLS木曜日）

### ウェブテレビ
- SHAKE UP WALLOP 火曜日 bety スペシャル（2023年11月7日 - 、WALLOP）